# I Love Rock 'n Roll (album)
Albums de Joan Jett
Bad Reputation
(1981) Album
(1983)
I Love Rock 'n Roll est le deuxième album solo de Joan Jett, sorti en 1981.

## Liste des chansons
| No  | Titre                  | Durée |
| --- | ---------------------- | ----- |
| 1.  | I Love Rock 'n Roll    | 2:55  |
| 2.  | (I'm Gonna) Run Away   | 2:27  |
| 3.  | Love Is Pain           | 3:07  |
| 4.  | Nag                    | 2:46  |
| 5.  | Crimson and Clover     | 3:17  |
| 6.  | Victim of Circumstance | 2:54  |
| 7.  | Bits and Pieces        | 2:07  |
| 8.  | Be Straight            | 2:40  |
| 9.  | You're Too Possessive  | 3:35  |
| 10. | Little Drummer Boy     | 4:14  |